# Agrypon megadon
Agrypon megadon är en stekelart som beskrevs av Dasch 1984. Agrypon megadon ingår i släktet Agrypon och familjen brokparasitsteklar. Inga underarter finns listade i Catalogue of Life.